# Органические полупроводники
Органические полупроводники — твёрдые органические вещества, которые имеют (или приобретают под влиянием внешних воздействий) электронную или дырочную проводимости.

## Свойства
К органическим полупроводникам относятся органические красители (например, метиленовый голубой, фталоцианины), ароматические соединения (нафталин, антрацен, виолантрен и др.), полимеры с сопряжёнными связями, некоторые природные пигменты (хлорофилл, бета-каротин и др.), молекулярные комплексы с переносом заряда, а также ион-радикальные соли. Органические полупроводники существуют в виде монокристаллов, поликристаллических или аморфных порошков и плёнок.
Существует несколько особенностей органических полупроводников, которые определяются молекулярным характером их структуры и слабым межмолекулярным взаимодействием:
- поглощение света вызывает возбуждение молекул, которое может мигрировать по кристаллу в виде экситонов;
- образование носителей тока под действием света связано с распадом экситонов на поверхности кристалла, дефектах его структуры, примесях, при взаимодействии экситонов друг с другом, а также с автоионизацией высоко возбуждённых молекул;
- зоны проводимости узки (~0,1 эВ), подвижность носителей тока, как правило, мала — порядка 1 см2/(В·с);
- наряду с зонным механизмом электропроводности осуществляется прыжковый механизм. В кристаллах ион-радикальных солей межмолекулярное взаимодействие сильно анизотропно, что приводит к высокой анизотропии оптических и электрических свойств и позволяет рассматривать этот класс как квазиодномерные системы.

## Применение
- Как светочувствительные материалы для ПЗС и фотоэлементов.
- Высокая стойкость к радиационному облучению некоторых органических полупроводников, делает возможным их использование в космосе.
- Создание транзисторов и датчиков, а также других полупроводниковых приборов.
- С ними связана перспектива создания сверхпроводников с высокой критической температурой.
- OLED-телевизоры, OLED-мониторы, OLED-дисплеи, OLED-панели.

Исследование органических полупроводников важно для понимания процессов преобразования и переноса энергии в сложных физико-химических системах и в особенности в биологических тканях.

## Некоторые органические полупроводники
- Тетрацен
- Пентацен
- Акридон
- Перинон
- Флавантрон
- Индантрон
- Индол
- Alq3